# Timothy Liljegren
Timothy Liljegren, född 30 april 1999 i Kristianstad, är en svensk-amerikansk professionell ishockeyspelare som tillhör NHL-organisationen Toronto Maple Leafs och spelar för deras primära samarbetspartner Toronto Marlies i AHL. Han har tidigare spelat för Rögle BK i SHL. Hans moderklubb är Kristianstads IK.
Liljegren draftades som 17:e spelare totalt av Toronto Maple Leafs i NHL-draften 2017.

## Spelarkarriär
Efter att ha draftats inledde Liljegren säsongen 2017/18 i Marlies som ligans yngsta back. Samma säsong vann han Calder Cup med Toronto Marlies i AHL, klubbens första seger någonsin.
NHL-debuten kom i en match mot Chicago Blackhawks den 18 januari 2020 och han blev därmed den 1000:e spelaren att någonsin spela för Maple Leafs.  Liljegren gjorde sin första poäng i NHL-karriären den 15 februari 2020 då han assisterade på ett mål av Jake Muzzin, i en match mot Ottawa Senators.

## Statistik

### Klubbkarriär
| 2015–16    | Rögle BK              | J20        | 29 | 7 | 15 | 22 | 26 | 3  | 1 | 2 | 3 | 0 |
| 2015–16    | Rögle BK              | SHL        | 19 | 1 | 4  | 5  | 4  | —  | — | — | — | — |
| 2016–17    | Rögle BK              | J20        | 12 | 5 | 2  | 7  | 8  | 3  | 1 | 4 | 5 | 0 |
| 2016–17    | Rögle BK              | SHL        | 19 | 1 | 4  | 5  | 4  | —  | — | — | — | — |
| 2016–17    | Timrå IK              | Allsv      | 5  | 0 | 1  | 1  | 4  | —  | — | — | — | — |
| 2017–18    | Toronto Marlies       | AHL        | 44 | 1 | 16 | 17 | 20 | 20 | 0 | 4 | 4 | 6 |
| 2018–19    | Toronto Marlies       | AHL        | 43 | 3 | 12 | 15 | 18 | 13 | 0 | 5 | 5 | 8 |
| 2018–19    | Newfoundland Growlers | ECHL       | 1  | 0 | 0  | 0  | 0  | —  | — | — | — | — |
| 2019–20    | Toronto Marlies       | AHL        | 40 | 5 | 25 | 30 | 18 | —  | — | — | — | — |
| 2019–20    | Toronto Maple Leafs   | NHL        | 11 | 0 | 1  | 1  | 2  | —  | — | — | — | — |
| SHL totalt | SHL totalt            | SHL totalt | 38 | 2 | 8  | 10 | 8  | —  | — | — | — | — |
| NHL totalt | NHL totalt            | NHL totalt | 11 | 0 | 1  | 1  | 2  | —  | — | — | — | — |

### Internationellt
| År            | Lag           | Turnering     |               | Matcher | Mål | Assists | Poäng | Utv. |
| ------------- | ------------- | ------------- | ------------- | ------- | --- | ------- | ----- | ---- |
| 2015          | Sweden        | WHC17         | 6             | 3       | 2   | 5       | 6     |      |
| 2016          | Sverige       | U18VM         | 7             | 1       | 5   | 6       | 0     |      |
| 2016          | Sverige       | IH18          | 5             | 1       | 3   | 4       | 2     |      |
| 2017          | Sverige       | U18VM         | 7             | 0       | 2   | 2       | 4     |      |
| 2018          | Sverige       | JVM           | 7             | 1       | 1   | 2       | 4     |      |
| Junior totalt | Junior totalt | Junior totalt | Junior totalt | 32      | 6   | 13      | 19    | 16   |